# Quận Hettinger, North Dakota
Quận Hettinger là một quận thuộc tiểu bang Bắc Dakota, Hoa Kỳ. Quận lỵ đóng ở Mott6. Quận được đặt tên theo Mathias Hettinger. Dân số theo điều tra năm 2010 của Cục điều tra dân số Hoa Kỳ là 2477 người.

## Địa lý
Theo Cục điều tra dân số Hoa Kỳ, quận này có diện tích 2937 km2, trong đó có 4 km2 là diện tích mặt nước.